# Alosa tanaica
Alosa tanaica is een straalvinnige vissensoort uit de familie van haringen (Clupeidae). De wetenschappelijke naam van de soort is voor het eerst geldig gepubliceerd in 1901 door Grimm.
De soort staat op de Rode Lijst van de IUCN als niet bedreigd, beoordelingsjaar 2008.